# Rovetta (motorfiets)
Rovetta is een historisch merk van motorfietsen.
De bedrijfsnaam was: Officine Meccaniche Giovanni Rovetta, Brescia.
Rovetta was ooit een bekende Italiaanse fabriek, die in 1900 begon met de productie van motorfietsen en al in 1904 watergekoelde eencilinders met 2,55pk-motoren bouwde. De productie eindigde in 1906.